# Melitaea bockletii
Melitaea bockletii är en fjärilsart som beskrevs av Heuer 1924. Melitaea bockletii ingår i släktet Melitaea och familjen praktfjärilar. Inga underarter finns listade i Catalogue of Life.